# Andoáin
Andoáin (oficialmente en euskera: Andoain) es una ciudad y municipio español situado en la parte suroccidental de la comarca de San Sebastián, en la provincia de Guipúzcoa, comunidad autónoma del País Vasco. Limita con los municipios de Aduna, Cizúrquil, Berástegui, Elduayen, Lasarte-Oria, Urnieta, Villabona y San Sebastián. Tiene una población de 14 691 habitantes (INE 2020). Forma parte de la Mancomunidad de Beterri-Buruntza.

## Geografía
Integrado en la Comarca de San Sebastián, se sitúa a 16 kilómetros de la capital donostiarra. El término municipal está atravesado por la autovía del Norte N-I entre los pK 445 y 449, así como por la autovía A-15, que conecta con San Sebastián. 
El relieve del municipio está caracterizado por el valle del río Oria y los montes que lo circundan. El río Oria recibe en el territorio la desembocadura del río Leizarán y ensancha su cauce, dirigiéndose hacia el norte, a pocos kilómetros ya de su final en el mar Cantábrico. La altitud del municipio oscila entre los 785 metros en una zona más montañosa situada al sureste y los 30 metros en la ribera del Oria. El núcleo urbano se alza a 68 metros sobre el nivel del mar. 
| Noroeste: San Sebastián (exclave) | Norte: Lasarte-Oria | Nordeste: Urnieta                        |
| Oeste: Cizúrquil y Aduna          |                     | Este: Urnieta                            |
| Suroeste: Aduna                   | Sur: Villabona      | Sureste: Berástegui (exclave) y Elduayen |

### Clima
El clima de Andoáin según la clasificación de Köppen es de tipo Cfb (oceánico) con precipitaciones abundantes y bien repartidas a lo largo de todo el año y temperaturas moderadas, sin grandes fríos ni calores. La precipitación media anual ronda los 1700 mm y la temperatura media es de 14 °C.

## Demografía
Andoáin cuenta con una población de 14 563 habitantes (INE 2024).
| Gráfica de evolución demográfica de Andoáin entre 1842 y 2021 |
| |
| Población de derecho según los censos de población del INE Población de hecho según los censos de población del INEEntre el censo de 1887 y el anterior, crece el término del municipio porque incorpora a Soravilla |

## Economía
La actividad económica de Andoáin se centra en el sector secundario, con predominio de empresas medianas, de 25 a 50 trabajadores, fabricantes de maquinaria diversa.
Entre otras industrias, se encuentran las de: productos químicos (papeles siliconados, fabricación de fibras sintéticas, fabricación de film de polietileno, química y plásticos para el automóvil, industria y construcción), mecanización y tratamiento de metales y poliamidas, equipos varios (para el movimiento de cargas en la industria, para canteras, herramientas de corte, cortadoras y picadoras de carne, maquinaria de artes gráficas, reparación y mantenimiento), ascensores, montacargas y escaleras mecánicas, calderería de acero inoxidable, ortopedia, armas, mecanizado de piezas, instalaciones y montajes eléctricos, y circuitos impresos.
Según el Catálogo Industrial Vasco (CIVEX), las siguientes empresas de Andoáin superan los 50 trabajadores:
- Cortusa Metal Mecánica: mecanización y tratamiento de metales y poliamidas para la industria del caucho-metal.
- Electrotécnica del Urumea (Euskabea): instalaciones y montajes eléctricos
- Industrias de Transformación de Andoáin (Itasa): soportes siliconados
- Industrias Químicas Textiles (Inquitex): fabricación de fibras sintéticas
- Intex: productos de ortopedia y tejidos técnicos elásticos
- Krafft: química y plásticos para el automóvil, industria y construcción
- Latz: herramientas de corte
- Orbelan Plásticos (CIE Orbelan): piezas industriales de plástico por inyección para el sector del automóvil, electrodomésticos, etc. Pertenece al grupo CIE Automotive
- Plastigaur: film de polietileno
- SAPA Operaciones: fabricación y reparación de material de defensa.
- SAPA Placencia: maquinaria textil y armamentística.
- ThyssenKrupp Elevator Manufacturing Spain: ascensores, montacargas y escaleras mecánicas

## Administración y política

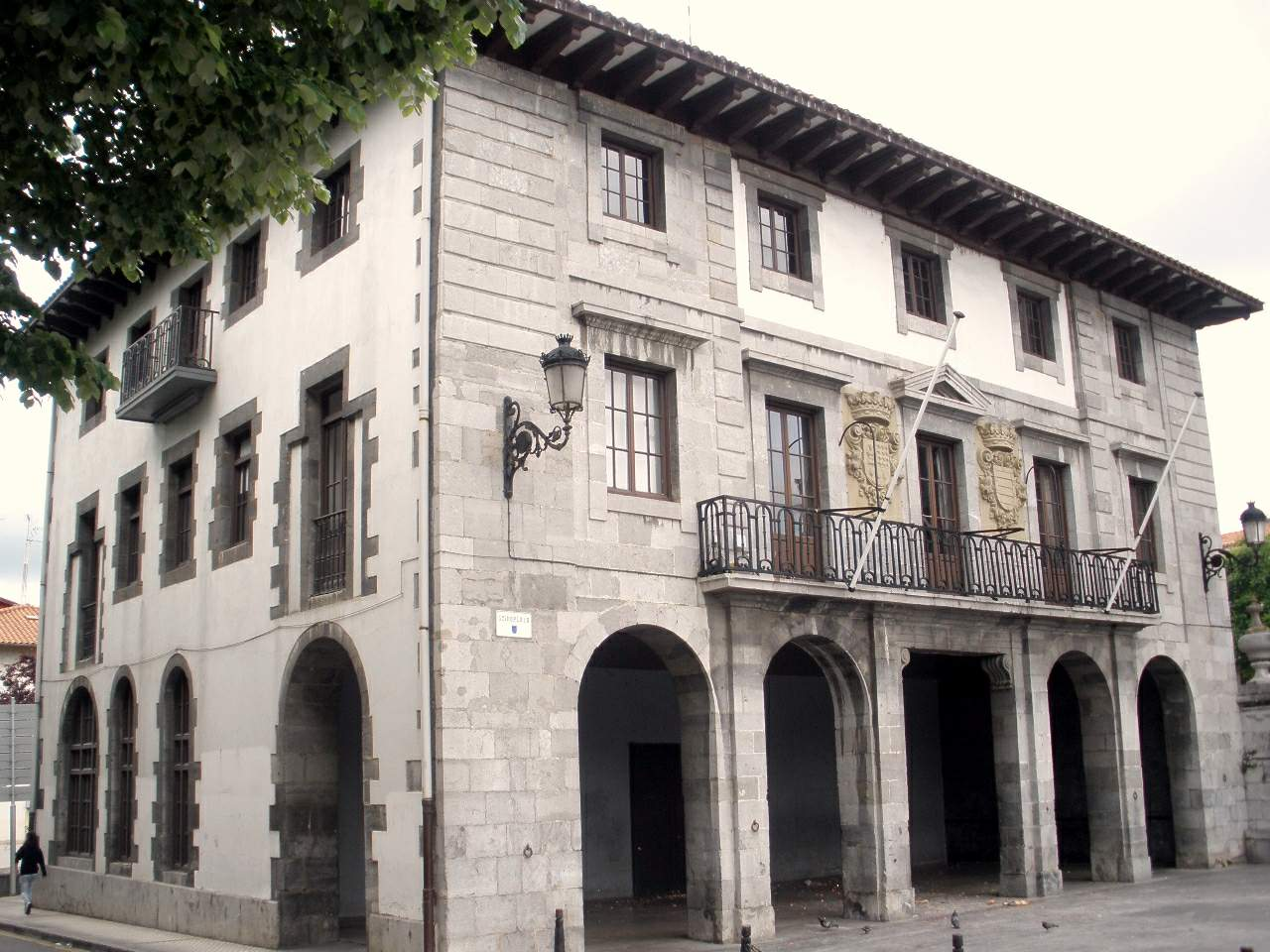
Ayuntamiento de Andoáin

### Gobierno municipal
| Periodo   | Nombre                         | Partido | Partido                                                       |
| --------- | ------------------------------ | ------- | ------------------------------------------------------------- |
| 1979-1983 | José Antonio Pérez Gabarain    |         | Euskadiko Ezkerra (EE)                                        |
| 1983-1987 | Patxi Irigoras Etxebeste       |         | Euzko Alderdi Jeltzalea-Partido Nacionalista Vasco (EAJ-PNV)  |
| 1987-1991 | Carlos Sanz Díez de Uré        |         | Euskadiko Ezkerra (EE)                                        |
| 1991-1995 | M.ª Pilar Collantes Ibáñez     |         | Partido Socialista de Euskadi-Euskadiko Ezkerra (PSE-EE PSOE) |
| 1995-1999 | José Antonio Pérez Gabarain    |         | Partido Socialista de Euskadi-Euskadiko Ezkerra (PSE-EE PSOE) |
| 1999-2003 | José Antonio Barandiaran Ezama |         | Euskal Herritarrok (EH)                                       |
| 2003-2009 | José Antonio Pérez Gabarain    |         | Partido Socialista de Euskadi-Euskadiko Ezkerra (PSE-EE PSOE) |
| 2009-2011 | Estanislao Amutxastegi Arregi  |         | Partido Socialista de Euskadi-Euskadiko Ezkerra (PSE-EE PSOE) |
| 2011-2015 | Ana María Karrere Zabala       |         | Bildu                                                         |
| 2015-2019 | Ana María Karrere Zabala       |         | Euskal Herria Bildu (EH Bildu)                                |
| 2019-2023 | Maider Lainez Lazcoz           |         | Partido Socialista de Euskadi-Euskadiko Ezkerra (PSE-EE PSOE) |
| 2023-act. | Andoni Álvarez Lete            |         | Euskal Herria Bildu (EH Bildu)                                |

En las elecciones de 2007 el partido más votado fue el PSE-EE/PSOE, que consiguió ocho concejales (con 2362 votos, el 43,89 % de los votos válidos), seguido del PNV con cuatro. Ezker Batua-Aralar obtuvo dos concejales al igual que el PP, y Eusko Alkartasuna obtuvo un único edil. La lista de Acción Nacionalista Vasca fue anulada al considerarse probado que era sucesora de la actividad de Batasuna, ilegalizada a su vez por pertenecer al entramado de ETA. A EAE-ANV se atribuyeron los votos nulos (más de 1500).
El alcalde José Antonio Pérez Gabarain dimitió su cargo en 2009 al ser nombrado senador. Su puesto fue ocupado por el segundo de la lista del PSE-EE, Estanis Amutxastegi.
En las elecciones municipales de 2011, la coalición independentista Bildu (que integran EA, Alternatiba e independientes de la izquierda abertzale) resultó ser la más votada.
Los resultados de las elecciones municipales de 2011 fueron los siguientes (abstención 36,62 %):
| Partido político                                              | 2023  | 2023       | 2019  | 2019       | 2015  | 2015       | 2011  | 2011       |
| Partido político                                              | %     | Concejales | %     | Concejales | %     | Concejales | %     | Concejales |
| Euskal Herria Bildu (EH Bildu)-Bildu                          | 44,63 | 8          | 38,52 | 7          | 29,52 | 6          | 33,59 | 7          |
| Partido Socialista de Euskadi-Euskadiko Ezkerra (PSE-EE PSOE) | 25,50 | 5          | 26,49 | 5          | 26,37 | 5          | 27,67 | 5          |
| Euzko Alderdi Jeltzalea-Partido Nacionalista Vasco (EAJ-PNV)  | 18,21 | 3          | 22,15 | 4          | 24,46 | 4          | 18,31 | 3          |
| Elkarrekin Podemos-Ezker Anitza-IU-Equo Berdeak               | 6,68  | 1          | 9,05  | 1          | —     | —          | —     | —          |
| Partido Popular del País Vasco (PP)                           | 3,10  | 0          | 2,78  | 0          | 4,04  | 0          | 7,54  | 1          |
| Ganemos Andoáin                                               | —     | —          | —     | —          | 7,76  | 1          | —     | —          |
| Irabazi-Ganar Andoáin                                         | —     | —          | —     | —          | 6,18  | 1          | —     | —          |
| Ezker Batua-Berdeak (EB-B)                                    | —     | —          | —     | —          | —     | —          | 5,07  | 1          |

### Organización territorial
- Zumea: es un barrio muy antiguo pero en la actualidad es muy poblado y moderno.
- Etxeberrieta: barrio creado por la fábrica de la Algodonera para alojar a los trabajadores. Actualmente, sucede lo mismo que en Zumea, haciendo honor a su nombre (en euskera: Etxe, casa; berri, nueva). Población en 2013: 2200 habitantes.
- Casco viejo: Es un barrio en la actualidad muy reformado y sin apenas comercio, aunque hace décadas fue un importante foco en esta materia. Población en 2008: 660 habitantes.
- Barrios altos: en estos se concentra principalmente la población, ya que son barrios eminentemente obreros. En 2008 tenían más de 7100 habitantes.
- Barrio de la Estación: es otro barrio nuevo, de amplísimas plazas. Población en 2008: 300 habitantes.
- Barrios rurales: Leizotz, Buruntza, Sorabilla (una gran parte) y Goiburu.
- Goiburu: es un barrio eminentemente ganadero y rural, aunque junto a las vías del tren está bastante urbanizado. Población en 2013: 246 habitantes.
- Sorabilla (junto a la N-1): En la década de 1990 se construyeron muchas villas y adosados, lo que cambió la fisonomía de la zona. Población en 2008: 150 habitantes.
- Karrika: Es un barrio obrero y de carácter industrial. Población en 2013: 700 habitantes.

## Cultura

### Patrimonio

#### Monumentos religiosos

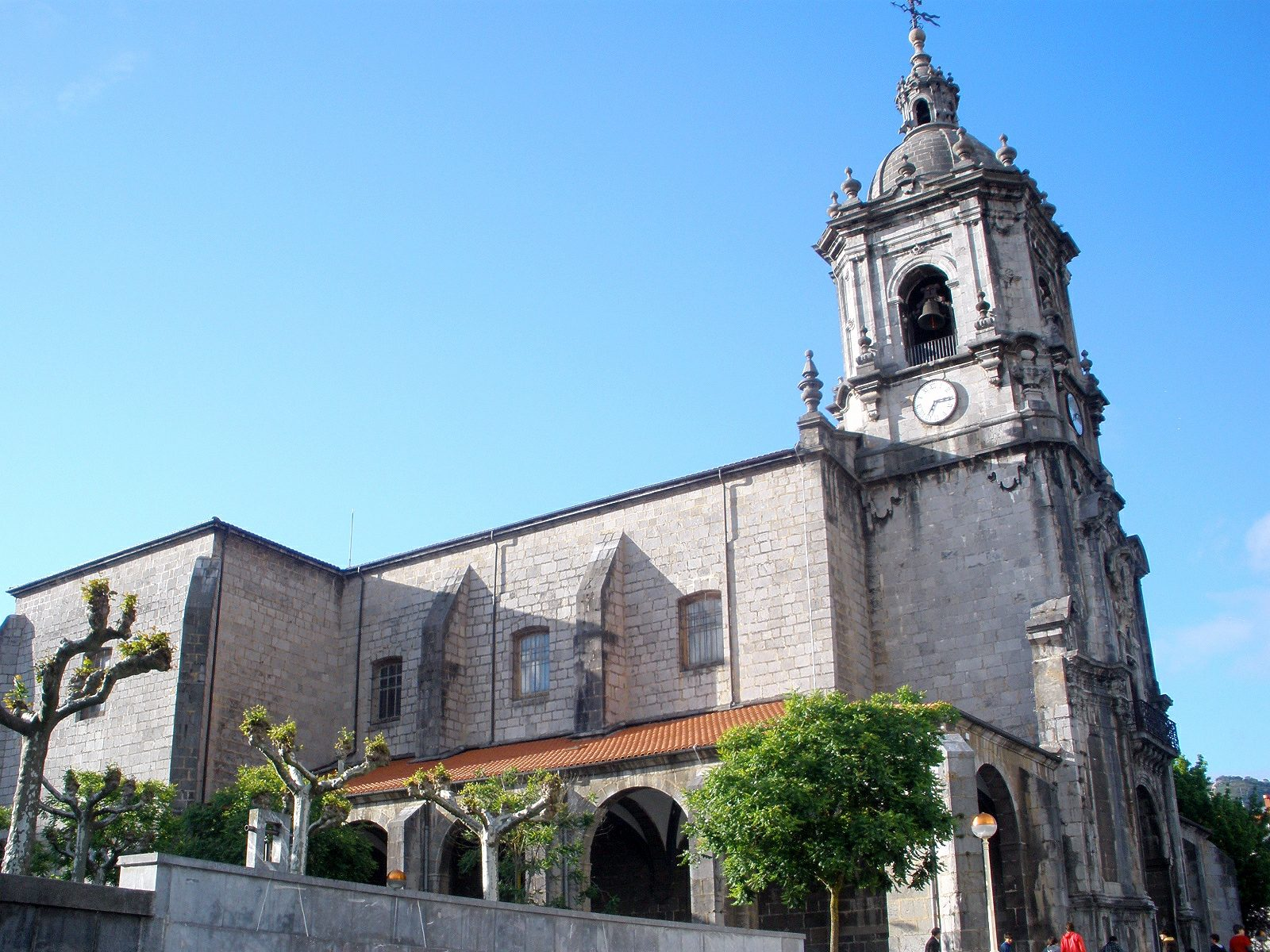
Iglesia de San Martín de Tours

- Iglesia parroquial de San Martín de Tours: obra barroca del siglo XVIII, de planta de cruz latina, que apoya sus bóvedas en grandes pilastras. Sustituyó a la primitiva parroquia de Andoáin que se encontraba al pie del monte Buruntza, en una ubicación apartada del centro del pueblo.
- Ermita de Santa Cruz de Zumea: ermita situada en el barrio de Zumea. Posee un cristo tallado de estilo gótico.
- Ermita de San Esteban: ermita situada en el barrio rural de Goiburu.
- Iglesia de San Martín de Tours de Sorabilla: iglesia del barrio de Sorabilla.

#### Monumentos civiles
- Casa consistorial (Udaletxea): construida en el siglo XVIII. Es la sede del ayuntamiento.
- Centro Cultural Bastero (Bastero Kulturgunea): es un edificio vanguardista inaugurado en 2003 que sirve como centro cultural del municipio. Fue diseñado por el gabinete del arquitecto Luis Peña Ganchegui.
- Casa-Torre Izturitzaga: construida en el siglo XVI.
- Casa-Berrozpe: construida en el siglo XV, su aspecto actual se remonta al siglo XVIII. Lugar de nacimiento de Ama Kandida, beatificada en 2013.
- Casa-torre Sagarmedi: construida en el siglo XVI, su aspecto actual se debe a sucesivas remodelaciones.
- Palacio Urigain: Construcción de finales del siglo XIX, fue casa de cultura hasta la apertura de Bastero. Actualmente es centro de información turística y acoge algunas dependencias municipales.
- Casa-torre Jauregi o Leizaur: Construcción del siglo XVI. Las sucesivas remodelaciones le han dado el aspecto actual de caserío.
- Parque Cultural Martín Ugalde: Es un equipamiento cultural para la promoción de la cultura y la lengua vasca donde tienen su sede varias empresas editoriales. Los edificios de la antigua fábrica de brocas Laborde Hnos., que datan de 1928 y 1936, están catalogados como Bien Cultural, con la categoría de Monumento. Realizados por el ingeniero Laborde y por Luis Tolosa, son representativos de la arquitectura industrial, realizados según el estilo racionalista, siendo el de 1928 el primero realizado con ese estilo en Guipúzcoa.

### Fiestas
- Cabalgata de Reyes Magos: el 5 de enero.
- Ronda de Santa Águeda: el 4 de febrero.
- Carnaval: Variable en febrero.
- Santa Cruz de Zumea: el 3 de mayo, Invención de la Santa Cruz.
- San Juan: fiestas en torno al 23 y 24 de junio, en honor al Santo Patrón de Andoáin San Juan Bautista.
- Kaletxiki: fin de semana siguiente al 29 de junio, en honor a San Pedro.
- Karrika: Segunda quincena de julio.
- Etxeberrieta: En torno al 31 de julio, en honor a San Ignacio de Loyola.
- Goiburu: El 3 de agosto en honor a San Esteban.
- Buruntza: El 16 de agosto, en honor a San Roque de Montpellier.
- Soravilla: El 8 de septiembre en honor a Nuestra Señora del Coro.

### Deporte
El equipo de fútbol local se llama SD Euskalduna Andoáin. El Euskalduna tiene también sección de baloncesto y fútbol sala. Otros clubes deportivos de Andoáin son Andoaingo Bertxin A.F.T. y Buruntz Fútbol Sala (fútbol sala); C.D.Balonmano Leizaran (balonmano); Andoaingo Txirrindulari Eskola, Asociación Leitz K.K.E, Leizaur Zikloturistak y S.D.Ontza (ciclismo); Leitzaran Boleibol Taldea (voleibol); Judo Club Andoáin (judo); Zumeatarra K.E. (atletismo); C.D. de Pelota Gazteleku de La Salle de Andoáin (pelota vasca); Club Ajedrez Agustín de Leiza (ajedrez); Andoaingo Kirol Elkarteen Kluba (gimnasia y natación); Euskalduna Mendigoizale Taldea (montañismo y alpinismo); S.D.Ontza (caza y pesca); C.D. Hogar Extremeño; y Ontzerri F.K.T (fútbol).

## Personas destacadas
Santa Cándida María de Jesús, nacida como Juana Josefa Cipitria y Barriola, el 31 de mayo de 1845 en Andoáin.
Fundadora de la Congregación las Hijas de Jesús. 